# Europejskie Igrzyska Halowe w Lekkoatletyce 1969 – bieg na 50 m mężczyzn
Bieg na 50 metrów mężczyzn – jedna z konkurencji biegowych rozgrywanych podczas lekkoatletycznych europejskich igrzysk halowych w hali Palac Lodowy w Belgradzie. Eliminacje i bieg finałowy zostały rozegrane 8 marca 1969. Zwyciężył reprezentant Polski Zenon Nowosz. Tytułu z poprzednich igrzysk nie bronił Jobst Hirscht z RFN.

## Rezultaty

### Eliminacje
Rozegrano 3 biegi eliminacyjne, do których przystąpiło 17 biegaczy. Awans do finału dawało zajęcie jednego z pierwszych dwóch miejsc w swoim biegu (Q). Skład finału uzupełnił zawodnik z najlepszym czasem wśród przegranych (q).
Opracowano na podstawie materiału źródłowego.
Bieg 1
| Miejsce | Zawodnik           | Czas | Uwagi |
| ------- | ------------------ | ---- | ----- |
| 1       | Jewgienij Siniajew | 5,9  | Q     |
| 2       | Petr Utěkal        | 5,9  | Q     |
| 3       | Żiwko Trajkow      | 6,0  |       |
| 4       | Marian Dudziak     | 6,0  |       |
| 5       | Philippe Clerc     | 6,1  |       |

Bieg 2
| Miejsce | Zawodnik         | Czas | Uwagi |
| ------- | ---------------- | ---- | ----- |
| 1       | Wałerij Borzow   | 5,8  | Q     |
| 2       | Zenon Nowosz     | 5,8  | Q     |
| 3       | Bob Frith        | 5,9  | q     |
| 4       | Gerhard Wucherer | 5,9  |       |
| 5       | Claudio Cialdi   | 6,0  |       |
| 6       | Ervin Sebestyen  | 6,0  |       |

Bieg 3
| Miejsce | Zawodnik              | Czas | Uwagi |
| ------- | --------------------- | ---- | ----- |
| 1       | Günter Gollos         | 5,8  | Q     |
| 2       | Ivica Karasi          | 5,8  | Q     |
| 3       | Juan Carlos Jones     | 5,9  |       |
| 4       | Alain Vermuse         | 6,0  |       |
| 5       | Konstantin Szipokliew | 6,0  |       |
| 6       | Tamás Szabó           | 6,0  |       |

### Finał
Opracowano na podstawie materiału źródłowego.
| Miejsce | Zawodnik           | Czas |
| ------- | ------------------ | ---- |
| 1       | Zenon Nowosz       | 5,8  |
| 2       | Wałerij Borzow     | 5,8  |
| 3       | Bob Frith          | 5,8  |
| 4       | Günter Gollos      | 5,9  |
| 5       | Ivica Karasi       | 5,9  |
| 6       | Jewgienij Siniajew | 5,8  |
| 7       | Petr Utěkal        | 5,8  |